# داكن (فلم)
داكن (بالإنجليزية: Daken) فيلم «داكن» وهو فيلم قصير تبلغ مدته 28 دقيقة للمخرج بدر الحمود، وشارك في بطولته بدر اللحيد وعبد المجيد الكناني، وللمرة الأولى يدخل العنصر النسائي في أفلام الهواة السعوديين بمشاركة داليا بادغيش.

## القصة
في هذا الفيلم ينقل الحمود، وهو مخرج شاب موهوب، المشاهد بين 3 فترات زمنية في حياة بطل الفيلم «صالح» تنتقل خلالها الكاميرا بين هذه المشاهد بطريقة متزامنة فيما يعرف بـ«الفلاش باك» لدى السينمائيين. ويحكي «داكن» قصة شاب يعيش صراعا مع ماضيه من أجل مستقبله، تتحدث الفترة الأولى عن طفولة بطل الفيلم «صالح» وعلاقته بـ«نورة» التي سوف يلتقيها في وقت لاحق بعد تعرضه لحادث مروري كان نقطة التحول في علاقته مع ماضيه كمروج للمخدرات. وفي اللحظة التي يقرر فيها «صالح» الزواج بـ«نورة» التي تؤدي دورها داليا بادغيش يبدأ صراعا مع ماضيه تكون تكلفته إلصاق تهمة القتل به وهو ينتظر مولوده الأول. 
وعلى عكس ما يتوقعه المشاهد من نهاية سعيدة تعادل النية الصادقة التي أظهرها «صالح» لتغيير ماضيه السيئ يدفع هذا الشاب فاتورة ذلك الماضي قاسية حيث يتم توريطه في جريمة قتل مفتعلة. ويعكس الفيلم قدرة بدر الحمود وموهبته في توظيف التفاصيل الصغيرة التي تكاد تكون معروفة لدى الغالبية في صنع مشاهد تعلق في الذاكرة كثيرا وتجعل المتابع يغلي بتساؤلات لا تنفك حتى مع إشارة النهاية للفيلم.

## أبرز الشخصيات
| الشخصية          | اسم الشخصية | مؤدي الشخصية       |
| ---------------- | ----------- | ------------------ |
| مروج مخدرات سابق | صالح        | بدر اللحيد         |
| طبيبة            | نورة        | داليا بادغيش       |
| حارس المدرسة     | أبو علي     | محمد القحطاني      |
| مروج مخدرات      | غير معروف   | عبد المجيد الكناني |

## جوائز
حاز فيلم «داكن» على جائزة أفضل تصوير سينمائي في مهرجان أبوظبي السينمائي لعام 2010 وقام المخرج بدر الحمود بنشر الفيلم على موقع يوتيوب في عام 2011 وبلغ عدد المشاهدات 240,000 مشاهدة حسب إحصائيات موقع يوتيوب (حتى يناير 2013)